# 大矢透
大矢 透（おおや とおる、1851年1月4日（嘉永3年12月3日） - 1928年（昭和3年）3月16日）は、日本の国語学者。仮名の歴史的変遷や上代日本語の音韻を解明したことで有名。また、『隋唐音図』において、反切に基づく漢字の音読み（漢音部分）を網羅的に比定した。

## 人物
越後国蒲原郡根岸村（現新潟県新潟市）出身。幼名は又七郎。号は蔦廼舎（つたのや）水斎。戊辰戦争時には新発田藩の兵として従軍した。1875年、新潟師範学校卒業。山梨県師範学校、茨城県師範学校、茨城第二中学校で教職を務めた後、1886年より文部省勤務。1899年から1901年には台湾総督府民政部の職員となった。1909年文部省国語調査委員会委員。1916年帝国学士院賞恩賜賞受賞。1919年、森鷗外のすすめにより奈良に移住し、日夜研究に勤しんだ。1925年「仮名乃研究」で京都帝国大学文学博士。墓所は雑司ヶ谷霊園。

## 著書
- 『語格指南』原亮三郎 1880
- 『尋常小学書簡文稽古本』山口仙松共著 時習堂 1886
- 『わづかのこらへ』森本里 1891
- 『日清字音鑑』伊沢修二共著  並木善道 1894
- 『国語溯原』1899
- 『東文易解』金国璞、張廷彦校 泰東同文局 1902
- 『日本文典課本』鐘賡言校 泰東同文局 1905
- 『現行普通文法改定案調査報告 第1』日本書籍 1906
- 『仮名遣及仮名字体沿革史料』編 国定教科書共同販売所 1909
- 『仮名源流考』国定教科書共同販売所 1911
- 『周代古音考』国定教科書共同販売所 1914
- 『音図及手習詞歌考』編 上田万年監修 大日本図書 1918 のち勉誠社
- 『地蔵十輪経 元慶点』編 啓明会 1920
- 『願経四分律古点』編 啓明会 1922
- 『成實論』培風館 1922
- 『韻鏡考』1924
- 『隋唐音図』大村書店 1932
- 『仮名の研究』啓明会 1933
- 『仮名遣及仮名字体沿革史料』編 勉誠社 1969
- 『韻鏡考・隋唐音図』勉誠社文庫 1978
- 『仮名遣及仮名字体沿革史料』縮刷版 中田祝夫、峰岸明解説 勉誠出版 2005

## 参考
- デジタル版日本人名大辞典
- 「大矢透」『近代文学研究叢書 第28巻』昭和女子大学近代文学研究所 1968
- 大矢博士自伝